# بيتر نافارو
بيتر نافارو (بالإنجليزية: Peter Kent Navarro)‏ هو اقتصادي أمريكي، ولد في 15 يوليو 1949 في كامبريدج في الولايات المتحدة. ألف مع جريج أوتري كتابًا باسم «الموت بالصين» عن التأثير الصيني على مكانة الاقتصاد الأمريكي، تحولت فكرة الكتابة إلى فيلم وثائقي فيما بعد. هو مستشار في الشؤون الاقتصادية للرئيس دونالد ترامب.

## وصلات خارجية
- الموقع الرسمي